# The Color Wheel
The Color Wheel è un film del 2011 prodotto e diretto da Alex Ross Perry, con protagonisti Perry e Carlen Altman, anche co-sceneggiatrice del film assieme a Perry.

## Trama
Colin vive con la sua ragazza Zoe. Un giorno, sua sorella JR, aspirante presentatrice di notiziari, gli fa visita chiedendogli il favore di accompagnarla a ritirare le sue cose dal suo ex-ragazzo, un professore all'università che frequentava, con cui ha vissuto insieme finché non si sono lasciati e lei ha abbandonato gli studi. Colin accetta controvoglia, dato il caratterino della sorella, che ne ha pregiudicato i rapporti con tutta la famiglia.
I due passano il viaggio in macchina a litigare finché non si fermano a un motel per passare la notte. Siccome il gestore bigotto del motel affitta camere solo a coppie sposate, si fingono marito e moglie, ma quest'ultimo è ancora scettico. JR allora bacia Colin, che poi vomita disgustato. Il giorno dopo arrivano a casa dell'ex di JR, che si è già messo con un'altra sua giovane studentessa.
Più tardi, JR incontra per caso la sua ex-migliore amica, Julia, che la convince a venire a una festa da lei promettendo di presentarle un agente televisivo di sua conoscenza. JR dal canto suo convince Colin rivelandogli della presenza di Kim, un'amica di Julia per la quale Colin aveva una cotta da ragazzo. Alla festa, l'agente televisivo non si palesa e JR fatica a relazionarsi coi suoi ex-amici, tutti più realizzati di lei. Colin pomicia con Kim, ma viene interrotto da JR e si scatena una lite tra le due, mentre Colin vomita di nuovo.
Dopo la festa, JR e Colin si riappacificano e si baciano appassionatamente, passando la notte assieme. Il giorno dopo, si separano quando JR accompagna Colin a casa di Zoe. Mentre JR sta per partire con la sua macchina, la porta d'ingresso della casa si apre brevemente, suggerendo che Colin stia per tornare fuori.

## Produzione
Perry ha dichiarato di essersi ispirato alle opere di Philip Roth nello scrivere la sceneggiatura, che poi ha riscritto assieme alla cabarettista sua amica Carlen Altman.
Il film è stato girato in 18 giorni, in bianco e nero e 16mm. A differenza di altre produzioni indipendenti associate al mumblecore, non vi è stata alcuna improvvisazione e tutte le scene sono state ampiamente provate prima di essere girate.

## Riconoscimenti
- 2011 – Festival di Locarno
  - In concorso
- 2013 – Independent Spirit Awards
  - Candidatura per il premio John Cassavetes